# سیارک ۲۴۸۱۸
سیارک ۲۴۸۱۸ (به انگلیسی: 24818 Menichelli، نامگذاری:1994WX) بیست و چهار هزار و هشتصد و هجدهمین سیارک کشف شده‌است که در ۲۳ نوامبر ۱۹۹۴ کشف شد.